# Diffusion de fausse nouvelle
Pour les articles homonymes, voir Fausses nouvelles.
En droit français, la diffusion de fausse nouvelle est une infraction pénale consistant à publier, diffuser ou reproduire, par n'importe quel moyen, des informations fausses, des pièces fabriquées, falsifiées voire mensongères et basées sur la mauvaise foi, du moment que celles-ci ont été reconnues comme de nature à troubler l'ordre public.

## Description

### Infraction prévue dans plusieurs textes de lois
Le délit de diffusion de fausse nouvelle ou de fausses informations est une infraction en droit pénal français prévue par de nombreux textes de lois, dont notamment :
- l'article 27 de la loi du 29 juillet 1881 sur la presse[2], ;
- l'article 322-14 du code pénal (modifié par l'ordonnance du 19 septembre 2000) lié à la loi no 92-685 du 22 juillet 1992 ;
- l’article L.97 du code électoral[3] ;
- l’article L465-1 du code monétaire et financier, modifié par la loi no 2016-819 du 21 juin 2016[4].

Elle peut également être liée, voire associée à la diffamation et à la calomnie (dénonciation calomnieuse, parfois dite dénonciation de crime imaginaire), deux autres types de délits relevant également du droit pénal.
La diffusion de canulars, particulièrement de canulars téléphoniques, surtout quand ils consistent à faire intervenir la police pour des faits inventés, peuvent également être reconnus comme relevant du même type d'infractions pénales.
En ce qui concerne les infractions liées au marché financier, l'Autorité des marchés financiers (AMF), institution administrative indépendante française, créée en 2003, mène des enquêtes et des contrôles et dispose d’un pouvoir de sanction à l'égard de toute personne ou groupement diffusant de fausses informations de nature économique ou financière.

### Loi contre la manipulation de l’information
La loi contre la manipulation de l'information est votée en novembre 2018 et validée par le Conseil constitutionnel en décembre 2018. Cette loi complète l'arsenal législatif existant et s'attaque à la diffusion extrêmement rapide des fausses nouvelles sur le Web et les réseaux sociaux. La loi s'attache plus particulièrement à encadrer la diffusion d'infox (fake news ou fausses nouvelles) en période électorale en créant une obligation de transparence pour les plateformes. Une action judiciaire en référé est créée pour interrompre rapidement la diffusion d'une publication en fonction des critères suivants :
- la fausse nouvelle doit être manifeste ;
- être diffusée massivement et de manière artificielle ;
- conduire à troubler la paix publique ou la sincérité d’un scrutin[8].

En dehors des périodes électorales, la loi crée un devoir de coopération des plateformes qui doivent modérer les publications et rendre publiques les mesures prises pour lutter contre les fausses nouvelles.

## Jurisprudence
Il existe une importante jurisprudence au sujet de la divulgation de fausse nouvelle :
La notion de « fausse nouvelle » est définie par celle-ci comme « un fait précis et circonstancié », tel qu'a pu l'identifier, dans son arrêt du 18 mai 1988, la cour d'appel de Paris. La chambre criminelle de la Cour de cassation du 13 avril 1999 précisant, en outre, que celle-ci « n’a pas déjà été révélée ». Cette même jurisprudence rappelle également que le sens de la nouvelle doit revêtir un caractère fallacieux.
La cour d'appel de Paris, précise dans son arrêt du 4 janvier 1998 que « la nouvelle doit être fausse, c'est-à-dire mensongère, erronée ou inexacte dans la matérialité du fait et dans les circonstances ».
Concernant le « trouble à la paix publique », la chambre criminelle de la Cour de cassation précise en date du 26 juin 1968 « qu'il n’est pas nécessaire que la fausse nouvelle ait effectivement troublé la paix publique mais il suffit qu’elle ait été susceptible de la troubler », la notion même de « paix publique » renvoyant à « l’ordre dans la rue et à la concorde entre les citoyens » (arrêts du 28 avril 1950 et 18 décembre 1962).
En ce qui concerne le délit de fausses nouvelles, la même cour, par un arrêt du 28 avril 1950, précise que le ministère public doit démontrer la mauvaise foi de l’auteur de la fausse nouvelle, en ajoutant par un autre arrêt, le 11 mars 1965, que le doute profite au prévenu.

## Fausses nouvelles ou « fake news »?

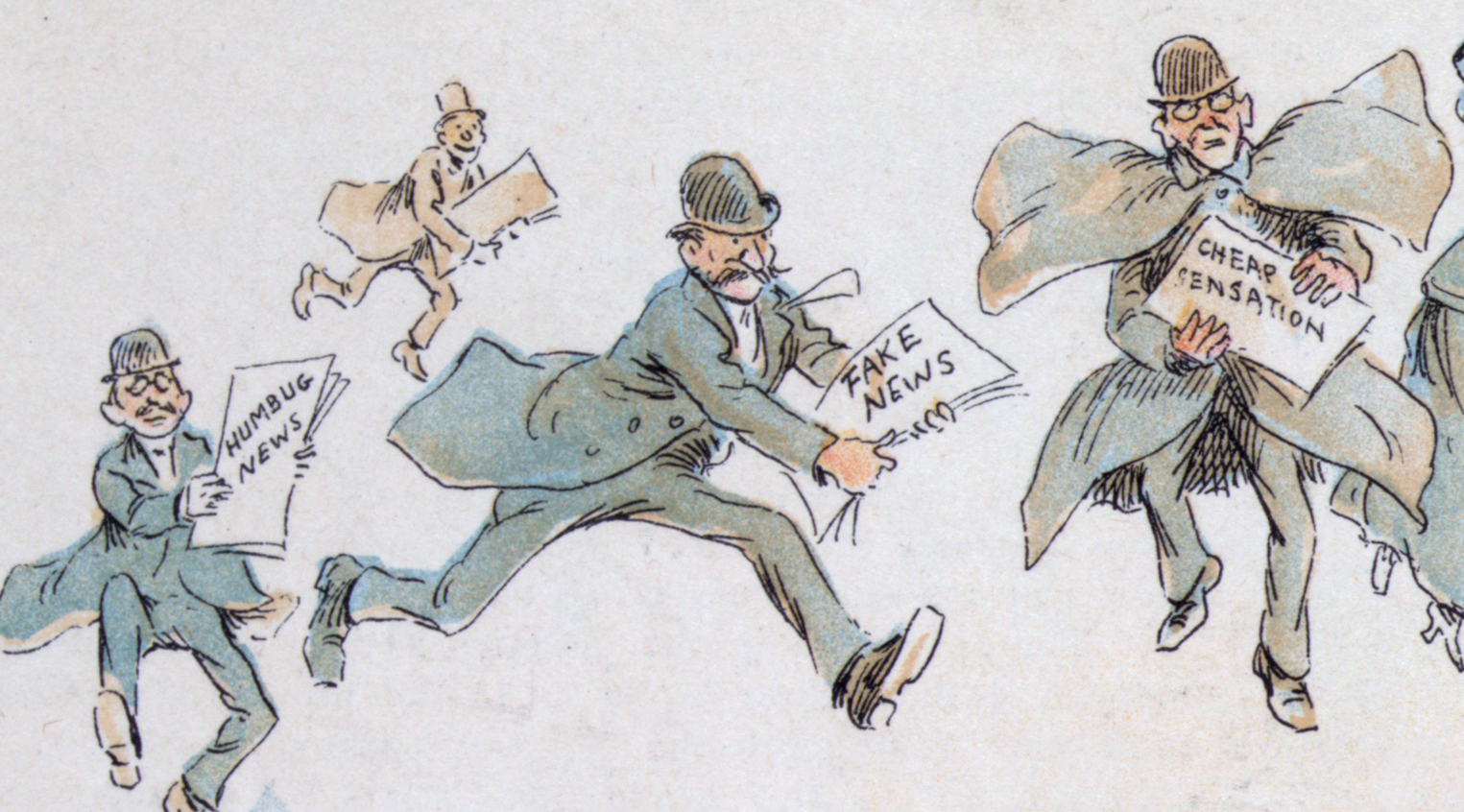
Le terme anglais "Fake news" se traduit en français par l'expression "Fausses nouvelles" (et inversement)
(gravure de 1894)

Le terme anglais de fake news est la traduction du terme français de fausses nouvelles, le mot anglais « fake » se traduisant par les mots français « faux » « falsifié » ou « truqué ».
Le sens de ces appellations est donc identique, seul le terme français de « fausse nouvelle » correspond à ce qui est écrit dans les textes légaux.
Lors de ses vœux à la presse en janvier 2018, le président de la République française Emmanuel Macron annonce un projet de loi visant à lutter contre les fake news en donnant notamment la possibilité de saisir un juge et de déréférencer ou bloquer certains sites concernés. Selon  Emmanuel Macron, les pouvoirs du CSA devraient également être accrus afin de lutter contre toute ingérence de médias étrangers.
L'avocat et écrivain Emmanuel Pierrat, ancien membre du conseil de l'ordre, ainsi que conservateur du musée du Barreau de Paris, a réagi à cette déclaration du président français en déclarant qu'il existe déjà un délit de fausse nouvelle en France et que de nombreux textes encadrent le délit de fausses nouvelles. Lors d'une interview, diffusée sur une chaîne d'information le 4 mars 2018, il pose la question suivante : « Quelle est l’utilité de créer un délit de fake news qui ressemble peu ou prou au délit de fausse nouvelle ? »

## Histoire
Il s'agit d'une pratique ancestrale qui constitue une faute morale condamnée dans tous les systèmes judiciaires. Elle est notamment citée dans L'Art de la guerre du général chinois Sun Tzu, aux alentours du VIe siècle av. J.-C..

### Exemples historiques

#### Fausses nouvelles et manipulations historiques

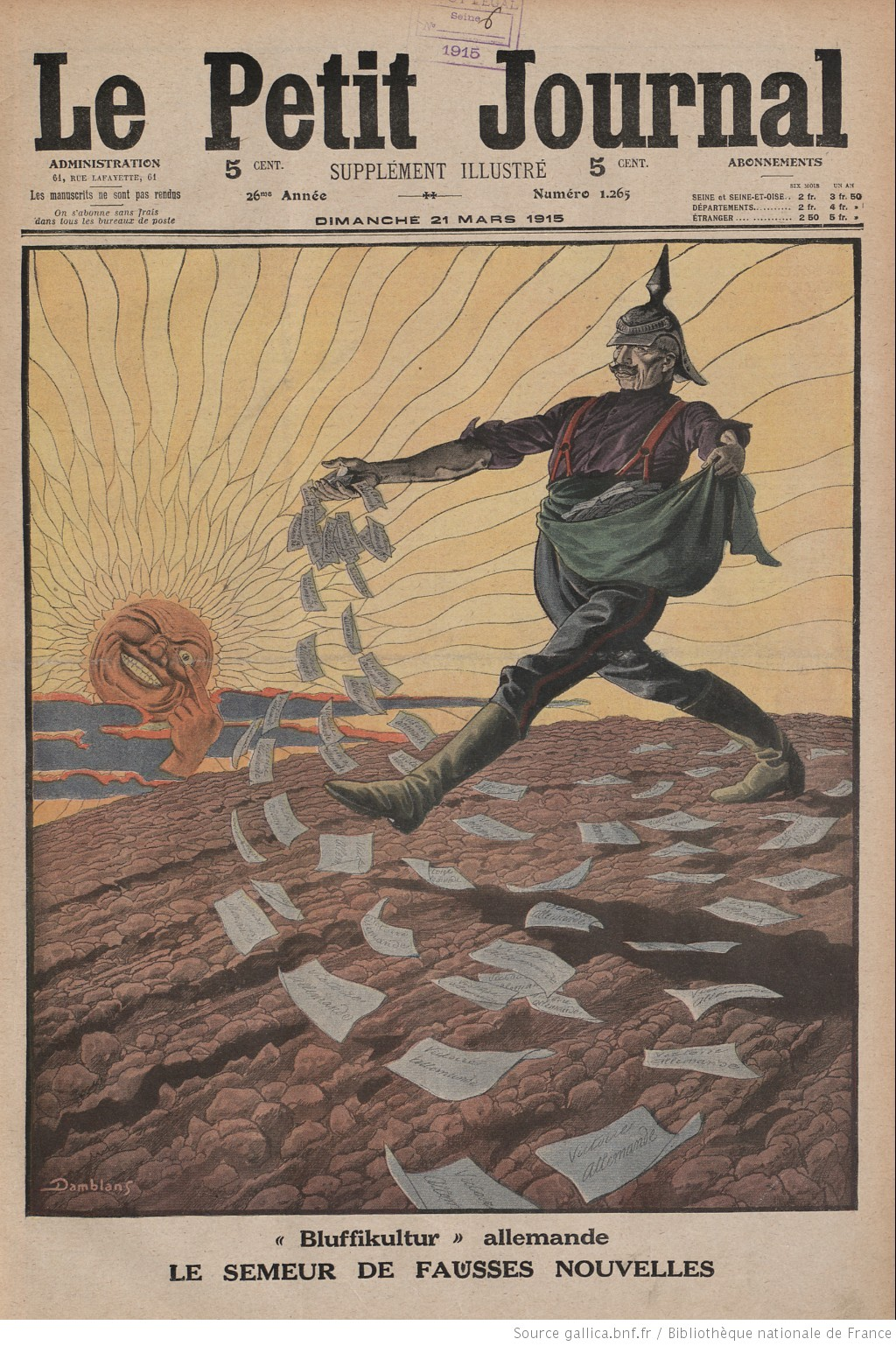
« Le semeur de fausses nouvelles », couverture du supplément du Petit Journal du 31 mars 1915

De nombreux exemples historiques nous indiquent que la diffusion d'informations de nature propagandiste, présentant une volonté évidente de tromper l'opinion publique, fut fréquemment utilisée dans l'histoire de l'humanité. Durant la Renaissance, l'attitude de l'écrivain et polémiste italien Pierre l'Arétin qui tenta de manipuler l’élection pontificale de 1522 en composant de courts textes diffamant les candidats concurrents du favori des Médicis et en les collant dans un lieu public, afin que le plus grand monde possible puisse en prendre connaissance, est souvent cité comme un exemple historique du désir de diffuser des fausses nouvelles à l'égard du plus grand nombre de personnes. Cependant, c'est l'apparition de la presse écrite qui permettra à ce procédé de se répandre.
Durant la Première Guerre mondiale, de nombreuses fausses nouvelles ont circulé sur le front et même à l'arrière de ce front. Certaines de ces « informations » venaient du camp d'en face à destination de l'ennemi avec le but évident de la déstabiliser, mais d'autres étaient émises par l'armée à destination de ses propres soldats. En 1921, l'historien Marc Bloch, ancien officier durant le conflit, écrit sur ce sujet dans la Revue de synthèse historique un article intitulé : « Réflexions d'un historien sur les fausses nouvelles de la guerre ».

#### Fausses nouvelles dans le monde politique
Durant l'affaire Dreyfus, survenue à la fin du XIXe siècle, le colonel Henry falsifie des documents et en crée de toutes pièces, comme le fameux « faux Henry », pour accabler indûment le capitaine Alfred Dreyfus. Ces documents sont évoqués dans la presse.
Au début du XXe siècle, la propagande russe rédige, puis publie, un faux document dénommé « Les Protocoles des Sages de Sion », afin de « prouver » faussement que les Juifs auraient mis au point un programme pour anéantir la chrétienté et dominer le monde. Ce texte sera ensuite utilisé par les services de propagande du Troisième Reich. La notoriété de l'ouvrage s'accroît à la faveur d'un article du quotidien britannique The Times. Il s'agit également d'un des premiers cas historiques d'application de la Théorie du complot.

#### Fausses nouvelles dans le monde financier
En août 2011, The Mail on Sunday, un hebdomadaire britannique, confirme une rumeur émise sur un réseau social, à propos d’une supposée faillite de la banque française « Société générale », en annonçant que cet organisme financier avait tellement perdu d’argent dans des affaires financières liées à la Grèce, qu'elle serait « au bord du désastre ». Le journal publiera ensuite ses excuses auprès de cette banque qui demandera une enquête pour connaître l'origine de ces rumeurs.

#### Fausses nouvelles dans le domaine des faits divers
Lors de la première tentative de traversée aérienne de l'océan Atlantique Nord sans escale entre Paris et New York effectuée par les Français Charles Nungesser et François Coli, plusieurs journaux français, dont les éditions spéciales de La Presse et des Ailes publient que l'avion des Français, dénommé l'Oiseau blanc, s'était posé près de New-York, alors que cela n'a pas eu lieu et ni l'appareil, ni ses pilotes ne seront jamais retrouvés. L'avion et ses pilotes furent ensuite considérés comme perdus en mer.

#### Fausses nouvelles dans le domaine médical
La pandémie de COVID-19 est à l'origine d'une vague de désinformation très importante, celle-ci ayant été qualifiée par l'OMS sous le néologisme « infodémie». Un pays tel que le Canada a connu par exemple la diffusion de l'existence de faux remèdes, de mesures liées à la vaccination obligatoire ou bien un nombre exagéré, voire caché sur le nombre de vraies victimes de la pandémie.

## Dans la fiction

### Littérature
Deux romans notables évoquent directement la diffusion (fictionnelle) de deux fausses nouvelles :

#### L'Affaire Saint-Fiacre
Ce roman policier de Georges Simenon, écrit en janvier 1932 et paru en février de la même année aux éditions Fayard, narre l'histoire d'un crime particulier : une vieille comtesse riche succombe à une crise cardiaque durant la messe, en apprenant la mort de son fils unique dans un extrait découpé d'un journal que quelqu'un a glissé dans son missel. Cet extrait du journal dénommé Le Petit moulinois, paru le jour même à Moulins, annonce la mort de Maurice, comte de Saint-Fiacre, fils de la châtelaine du château de Saint-Fiacre. Il se présente donc comme une fausse nouvelle, communiquée par l'assassin à la rédaction du Journal dans le simple but d'éliminer la vieille dame, la rédaction n'ayant pas pris le temps de vérifier cette information. Le célèbre commissaire Maigret, ami de la victime et fraîchement débarqué de Paris, va enquêter et, grâce à l'appui et l'aide du fils de l'infortunée comtesse, parvenir à dénoncer cet assassin, diffuseur de fausse nouvelle. Celui-ci sera arrêté.
Ce roman a été adapté au cinéma dans le film Maigret et l'Affaire Saint-Fiacre réalisé par Jean Delannoy en 1959. On peut y entendre le commissaire Maigret, interprété par Jean Gabin, citer, devant un rédacteur en chef du journal interloqué, un passage de l'article 27 de la loi du 29 juillet 1881 concernant la divulgation de fausses nouvelles.

#### Numéro zéro
Il s'agit d'un roman d'Umberto Eco, publié en janvier 2015 aux éditions Bompiani à Milan et bâti sur la fable selon laquelle Benito Mussolini n'aurait pas été fusillé en avril 1945, un sosie aurait pris sa place, ce qui aurait permis au dictateur de disparaître sans être inquiété dans l'attente d'un hypothétique retour.